# Moșii de iarnă
Moșii de iarnă sau Pomenirea Morților este o rânduială a Bisericii Ortodoxe Române în care se face pomenirea celor trecuți la cele veșnice. Aceasta sâmbătă mai este cunoscută în popor și sub denumirea "Moșii de iarnă". 
Rânduiala sau ritualul bisericii prevede ca în fiecare biserică să se oficieze Sfânta Liturghie, urmată de slujba Parastasului pentru cei adormiți. 
Cine poate fi pomenit?
Se pot pomeni toți cei care au murit nedespărțiți de Biserică. Nu pot fi pomeniți cei care au murit în dispreț cunoscut față de Dumnezeu. Precizăm că orice slujbă a Bisericii se săvârșește numai pentru cei care sunt membri ai ei. De aceea nu pot fi pomeniți nici copii morți nebotezați, pentru că ei nu sunt membri ai Bisericii.
Moșii de iarnă
În Sâmbăta dinaintea Duminicii lăsatului sec de carne se face pomenirea morților, pentru că în duminica următoare Biserica a rânduit să se facă pomenire de Înfricoșata Judecată și A doua venire a lui Iisus Hristos. 
Simion Florea Marian menționa în lucrarea "Trilogia vieții",
că pe tot parcursul anului, în spațiul românesc există 20 de zile de Moși. Cuvantul "moși" vine de la "strămoși", și se referă la persoanele trecute la cele veșnice. Cu apelativul "moși" sunt numiți nu doar morții, ci și principalele sărbători ce le sunt consacrate, precum și pomenile făcute pentru ei. Din zilele de Moși amintim: "Moșii de primăvară" (de Măcinici), "Moșii de vară" (sâmbăta dinaintea Rusaliilor), "Moșii de toamnă" (în prima sâmbătă din luna noiembrie), "Moșii de iarnă" (sâmbăta dinaintea Duminicii lăsatului sec de carne).
Sâmbăta, zi de pomenire a celor adormiți
Sfinții Părinți au rânduit ca sâmbăta să se facă pomenirea celor adormiți, pentru că este ziua în care Hristos a stat cu trupul în mormânt și cu sufletul în iad, ca să-i elibereze pe drepții adormiți. Pe de altă parte sâmbăta e deschisă spre duminică, ziua învierii cu trupul. Duminica este numită și ziua a opta, pentru că este ziua începutului fără sfârșit, ea nu va mai fi urmată de alte zile, considerată simbolic a fi eternă.